# Paul Berth
Paul Ludvig Laurits Berth (ur. 6 kwietnia 1890 w Kopenhadze, zm. 9 listopada 1969 w Gentofte) – duński piłkarz występujący podczas kariery na pozycji pomocnika.
Srebrny medalista z Letnich Igrzysk Olimpijskich 1912 ze Sztokholmu. Dania przegrała dopiero w finale z Wielką Brytanią.
Swoją karierę zaczynał w 1908 roku w Boldklubben 1903, lecz po trzech latach przeniósł się do Akademisk BK. Tam grał do końca swojej kariery.